# Đồng bản thể
Đồng bản thể (tiếng Anh:Homoousion; tiếng Hy Lạp: ὁμοούσιον (homoousios)) là một thuật ngữ thần học Kitô giáo, được sử dụng nhiều nhất trong Tín điều Nicea nhằm mô tả Chúa Giêsu (Chúa Con) "giống nhau" hoặc "giống nhau về bản chất" với Thiên Chúa Cha. Thuật ngữ tương tự sau đó cũng được áp dụng để khẳng định Chúa Thánh Thần "cùng bản chất" với Chúa Cha và Chúa Con. Những quan niệm đó đã trở thành nền tảng của thần học trong Kitô giáo Nicae, và cũng đại diện cho một trong những khái niệm thần học quan trọng nhất trong sự hiểu biết giáo lý Thiên Chúa Ba Ngôi.
Công đồng Nicaea I sử dụng thuật ngữ này nhằm khẳng định Chúa Con không thuộc hàng thụ tạo, nhưng ở trong Chúa Cha và cùng với Chúa Cha là Thiên Chúa duy nhất.